# Orquestra da Sociedade dos Concertos do Conservatório
A Orquestra da Sociedade dos Concertos do Conservatório (em francês: Orchestre de la Société des Concerts du Conservatoire) foi uma orquestra sinfônica estabelecida em Paris em 1828. Administrada pela associação filarmônica do Conservatório de Paris, a orquestra ocupou o centro da vida musical francesa no século XIX e no século XX. Em 1967 a orquestra foi dissolvida e recriada com o nome de Orquestra de Paris.

## Maestro Chefes
- François-Antoine Habeneck 1828-1848
- Narcisse Girard 1848-1860
- Théophile Tilmant 1860-1863
- François George-Hainl 1863-1872
- Edouard Deldevez 1872-1885
- Jules Garcin 1885-1892
- Paul Taffanel 1892-1901
- Georges Marty 1901-1908
- André Messager 1908-1919
- Philippe Gaubert 1919-1938
- Charles Munch 1938-1946
- André Cluytens 1946-1960.